# Challa (Talmoed)
Challa (Hebreeuws: חלה, letterlijk deeg) is het negende traktaat (masechet) van de Orde Zeraïem (Seder Zeraïem) van de Misjna en de Talmoed. Het beslaat vier hoofdstukken.
Het traktaat behandelt de regels inzake het deel dat men als offer van het deeg moest afzonderen. De verplichting van deze afzondering van deeg wordt in de Thora beschreven in Numeri 15:18 en volgende.
Challa bevat alleen Gemara (rabbijns commentaar op de Misjna) in de Jeruzalemse Talmoed, bestaande uit 28 folia en komt aldus in de Babylonische Talmoed niet voor.